# Anthony Mackie
Pour les articles homonymes, voir Mackie (homonymie).
Anthony Mackie, né le 23 septembre 1978 à La Nouvelle-Orléans (Louisiane), est un acteur et producteur américain.
Il débute et se fait remarquer, au début des années 2000, grâce aux nombreux seconds rôles qu'il incarne dans divers longs métrages notamment 8 Mile (2002), Brother to Brother (2004), She Hate Me (2004) et Million Dollar Baby (2004).
Son interprétation dans le film de guerre Démineurs (2008) lui vaut les éloges de la critique ainsi que de nombreuses citations et récompenses lors de cérémonies de remises de prix. Il confirme cette percée et joue notamment dans le plébiscité drame Notorious BIG (2009), le film de science fiction L'Agence (2011) ainsi que le film fantastique Abraham Lincoln, chasseur de vampires (2012), le thriller Gangster Squad (2013), le drame No Pain No Gain (2013).
En 2014, il rejoint l'univers cinématographique Marvel en tant que Sam Wilson / le Faucon, faisant sa première apparition dans Captain America : Le Soldat de l'hiver (2014) et intervenant également dans Avengers : L'Ère d'Ultron (2015), Ant-Man (2015), Captain America: Civil War (2016), Avengers: Infinity War (2018) et Avengers: Endgame (2019).
Pour sa première fois en tant que tête d’affiche à la télévision, il devint le héros, à partir de la seconde saison, de la série de science-fiction Altered Carbon, distribuée par Netflix avant de reprendre son rôle du Faucon aux côtés de Sebastian Stan (Bucky Barnes) pour la série diffusée en 2021 sur Disney + Falcon et le Soldat de l'Hiver, au terme de laquelle son personnage devient le nouveau Captain America.

## Biographie

### Jeunesse et formation
Il est le fils de Martha Gordon et de Willie Mackie Sr., qui possédait sa propre entreprise, Mackie Roofing. Il a un frère, Calvin Mackie, Ph.D. qui était auparavant professeur agrégé d'ingénierie à l'université Tulane.
Dès son adolescence, il se destine à une carrière d'acteur. Diplômé de l'école des arts de Caroline du Nord avec une spécialisation en interprétation, il réussit à intégrer la réputée Juilliard School de New York, à ses 18 ans, il partage d'ailleurs sa chambre avec l'acteur Lee Pace. Il en ressort diplômé, en 2001.
Il commence alors sa carrière et fait ses armes, en se produisant dans diverses pièces de théâtre Off-Broadway (Black Bottom, Drowning Crow, A Soldier's Play...). Il se démarque rapidement et remporte un prix (Obie Awards) pour son interprétation dans la pièce Talk de Carl Hancock Rux.
Depuis, l'acteur reste fidèle aux planches et se produit régulièrement sur scène. En 2010, il donne notamment la réplique à Christopher Walken sur une scène de Broadway à l'occasion de la pièce A Behanding in Spokane.

### Carrière

#### Débuts remarqués et révélation critique

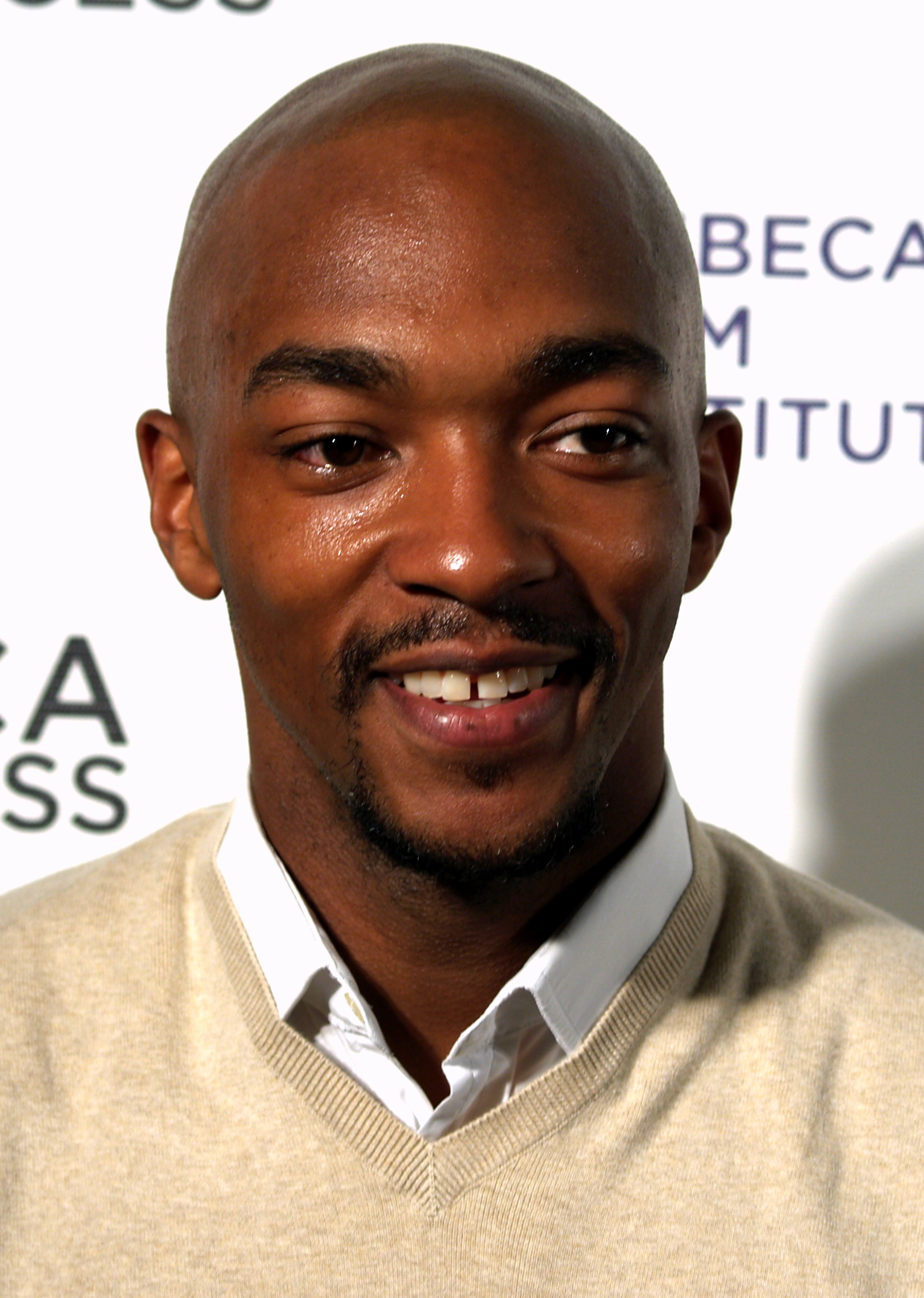
Lors du Festival du film de Tribeca 2008, l'année de sortie de Démineurs.

En 2002, il fait ses débuts au cinéma en prêtant ses traits au rappeur rival d'Eminem dans le film salué 8 Mile. Côté télévision, il joue un rôle mineur le temps d'un épisode de la série As If. L'année suivante, il joue dans un épisode de la série télévisée policière New York, section criminelle et décroche un second rôle au côté d'Harrison Ford dans la comédie policière Hollywood Homicide.
En 2004, il continue de donner la réplique à des acteurs de renom comme Denzel Washington et Meryl Streep pour le thriller Un crime dans la tête. C'est aussi cette année-là qu'il signe une interprétation saluée par les critiques pour le drame indépendant Brother to Brother présenté au Festival du film de Sundance. Il incarne un jeune artiste homosexuel qui lutte pour trouver sa place dans le monde et se retrouve cité pour le Gotham Awards de la révélation masculine de l'année.
Dans le même temps, il fait confiance au réalisateur Spike Lee pour deux projets : d'abord la comédie dramatique She Hate Me puis le téléfilm Sucker Free City, deux productions qui lui permettent d'être cité lors de la cérémonie des Black Reel Awards.
En 2005, il est à l'affiche du multi récompensé drame Million Dollar Baby et il donne ensuite la réplique à Samuel L. Jackson pour la comédie policière Le Boss.
En 2006, il sélectionne judicieusement ses projets et seconde Ryan Gosling dans le drame à succès Half Nelson, il côtoie Julianne Moore pour le drame La Couleur du crime et sort plus discrètement le drame Crossover dans lequel il occupe le rôle principal et enfin, il donne la réplique à Matthew McConaughey et Matthew Fox dans le drame de McG, We Are Marshall.
Entre 2008 et 2009, il incarne le regretté rappeur Tupac Shakur dans l'acclamé biopic Notorious BIG. Enfin, l'acteur se fait réellement remarquer grâce à son rôle dans l’oscarisé Démineurs de Kathryn Bigelow. Son interprétation est saluée à maintes reprises et lui vaut de nombreux prix et citations lors de cérémonies de remises de prix. Il est notamment récompensé par les Black Reel Awards ainsi que par l'African-American Film Critics Association.

#### Ascension cinématographique

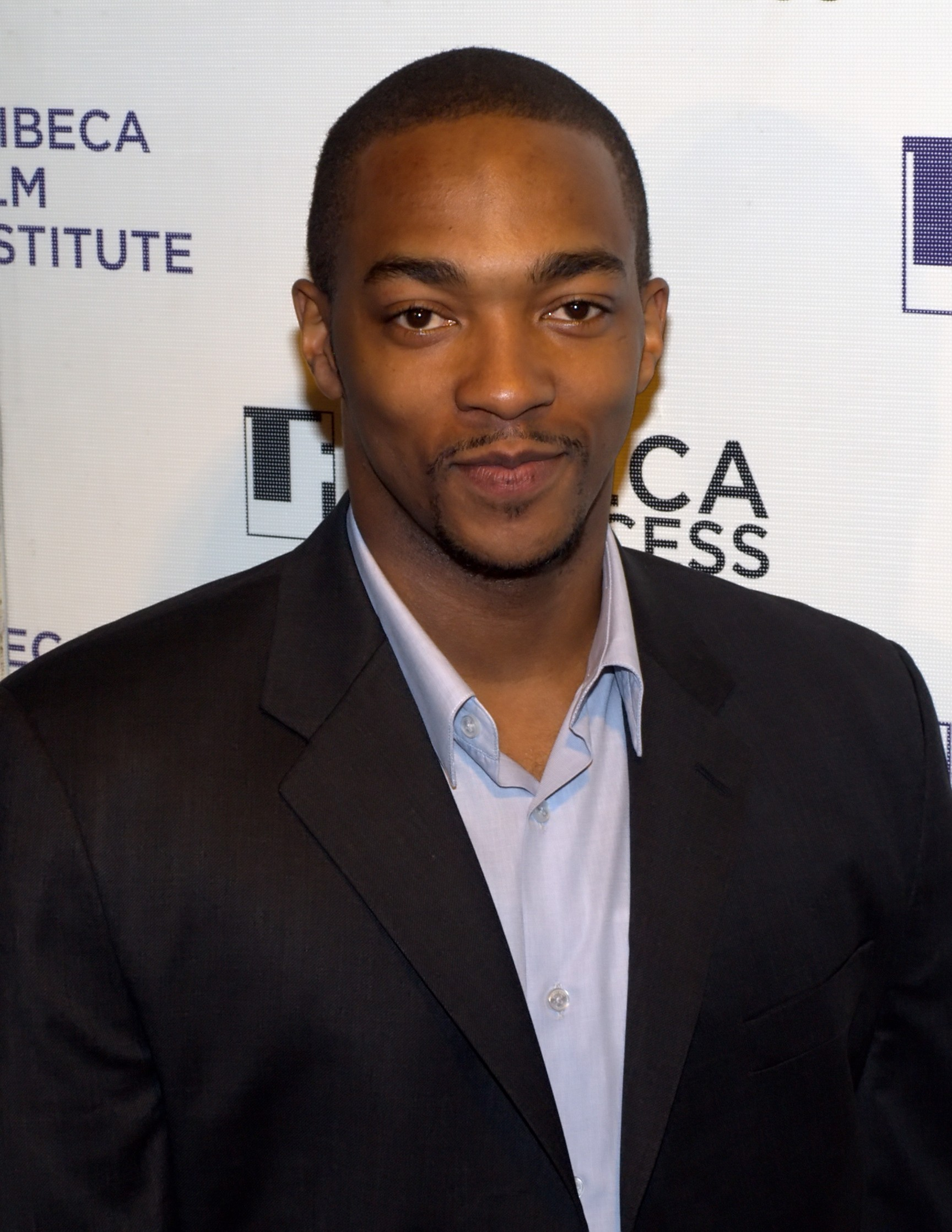
Au Festival du film de Tribeca 2010, l'année de sortie de Louis.

En 2010, il porte le drame romantique Night Catches Us avec Kerry Washington, une performance plébiscitée par la critique qui lui vaut son second trophée du meilleur acteur lors des Black Reel Awards.
En 2011, il est à l'affiche de nombreux longs métrages : La romance teintée de science fiction L'Agence dans laquelle il seconde le tandem Matt Damon et Emily Blunt (qui lui vaut quelques citations), la comédie potache Sex List portée par Anna Faris et le film de boxe avec des robots Real Steel aux côtés d'Hugh Jackman.
En 2012, il poursuit cette percée et on le retrouve aux côtés du couple Channing Tatum et Jenna Dewan pour la comédie romantique 10 ans déjà !, suivent également le thriller Dos au mur, le fantastique Abraham Lincoln, chasseur de vampires ainsi que le polar noir Gangster Squad avec James Brolin et Ryan Gosling. Il n'en oublie pas pour autant un cinéma plus indépendant et il est également à l'affiche du thriller horrifique Repentance avec Sanaa Lathan et Forest Whitaker ainsi que du drame The Inevitable Defeat of Mister & Pete avec Jeffrey Wright et Jennifer Hudson.
En 2013, il est aussi à l'affiche de deux thrillers : d'abord Players aux côtés de Ben Affleck, Gemma Arterton et Justin Timberlake, puis, il ouvre le Festival international du film de Toronto avec Benedict Cumberbatch grâce au drame biographique Le Cinquième Pouvoir.

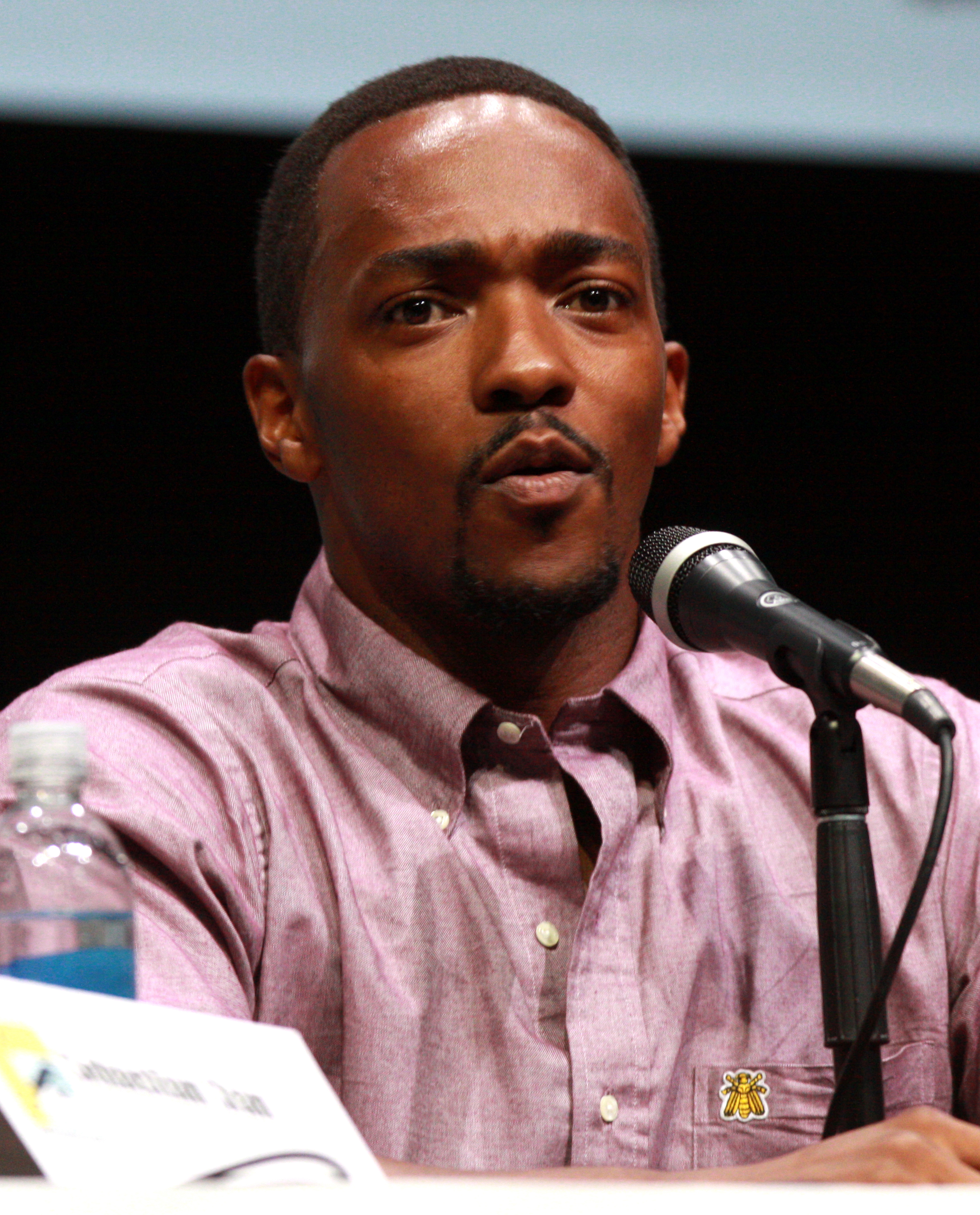
Lors du Comic-Con de San Diego en 2013, pour la promotion de Captain America : Le Soldat de l'hiver.

Il confirme en étant dans le quatuor en tête d'affiche du drame No Pain No Gain puis il est sélectionné pour incarner le personnage de bande dessinée Le Faucon qui fait sa première apparition dans le blockbuster à succès Captain America : Le Soldat de l'hiver, en 2014. Cette même année, il seconde Kevin Costner et Octavia Spencer dans le drame présenté au Festival international du film de Toronto, Black or White, il porte le drame indépendant Shelter aux côtés de Jennifer Connelly et il seconde Chris Evans dans la comédie Comment séduire une amie qui ne rencontre pas le succès escompté.
En 2015, il renoue avec les hauteurs du box office grâce aux blockbusters Avengers : L'Ère d'Ultron et Ant-Man, ensuite, de manière plus confidentielle, il donne la réplique à l'oscarisée Sandra Bullock dans la comédie dramatique Que le meilleur gagne, il intervient dans la comédie familiale mal reçue Love the Coopers avec Diane Keaton et Steve Martin, et enfin, il fait partie du trio en tête d'affiche de la comédie loufoque The Night Before aux côtés de Joseph Gordon-Levitt et Seth Rogen.
Pour 2016, il participe à une guerre entre super-héros dans Captain America: Civil War et il joue dans le film d'action Triple 9 de John Hillcoat avec Casey Affleck et Chiwetel Ejiofor. Cette année là, il seconde Bryan Cranston dans le téléfilm All the Way diffusé sur le réseau HBO. Il s'agit d'un film biographique sur Lyndon B. Johnson, 36e Président des États-Unis, Mackie y interprète Martin Luther King. Cette production est acclamée par la critique et se retrouve notamment citée lors des Golden Globes.
En 2017, il décroche un second rôle dans le drame historique salué Detroit de Kathryn Bigelow. Inversement, il participe au thriller Wetlands porté par Heather Graham qui est éreinté par les critiques.

#### Tête d'affiche et passage à la production

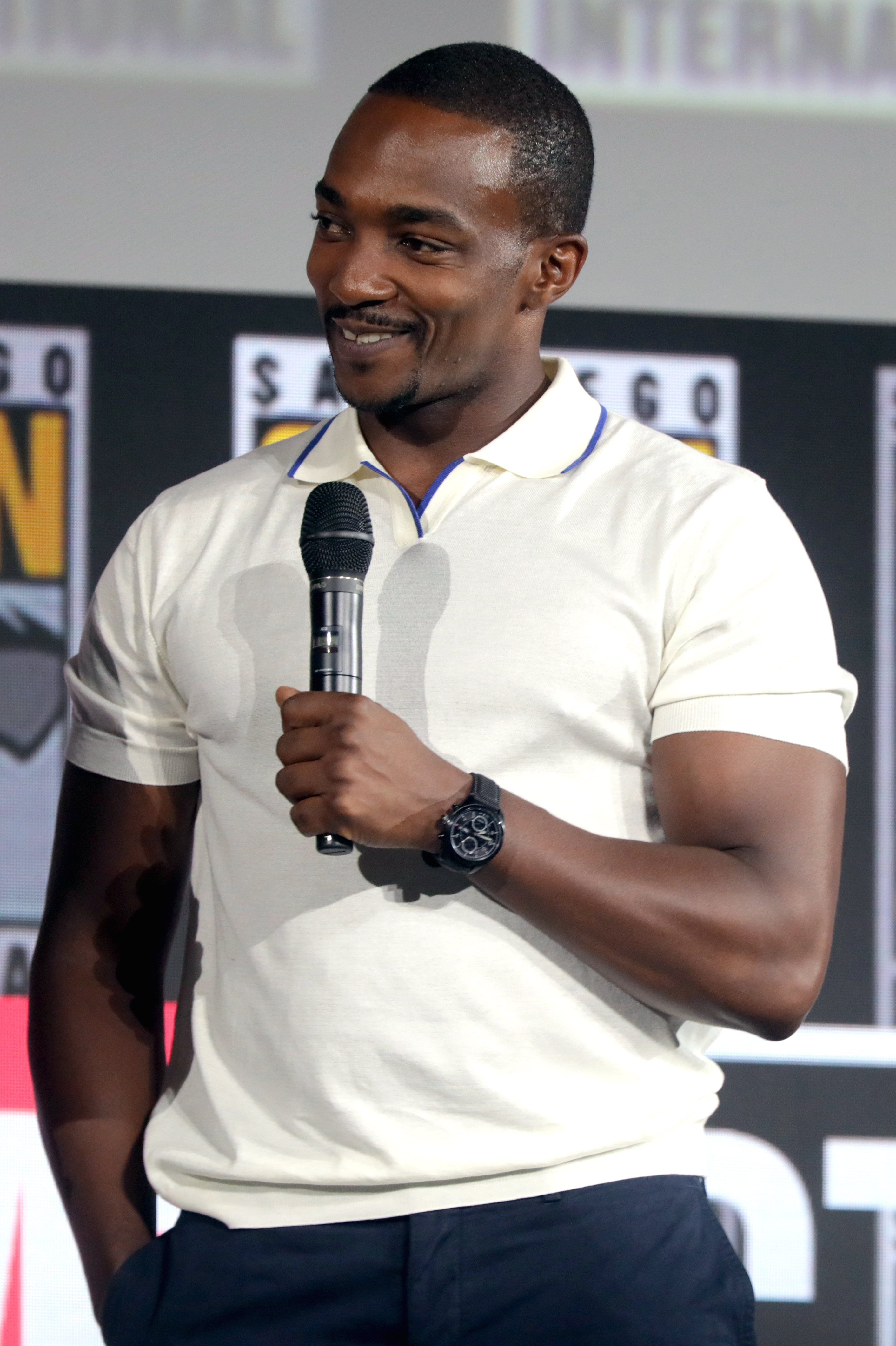
Et lors de l'édition 2019 de la Comic-Con pour la présentation du casting de la série Le Faucon et le Soldat de l'Hiver.

En 2018, il renfile le costume du Faucon pour l'attendu blockbuster fantastique Avengers: Infinity War qui rencontre un large succès. Une année ou l'acteur fait également ses débuts en tant que producteur pour le drame Signal Hill avec Elizabeth Banks et Jamie Foxx tout en participant aussi au drame plébiscité par la critique The Hate U Give aux côtés de Regina Hall et Amandla Stenberg
En 2019, sous la direction de la réalisatrice Catherine Hardwicke, il seconde Gina Rodriguez dans le film d'action Miss Bala. Et cette année là, il participe surtout à la conclusion d'Avengers: Endgame, un succès dithyrambique.
Cette même année, Anthony Mackie a été choisi par Netflix, pour succéder à Joel Kinnaman, engagé sur un autre projet avec Amazon Video, pour la série de science-fiction Altered Carbon, dès la seconde saison. C'est ainsi la première fois que l'acteur signe pour incarner le protagoniste principal d'une série télévisée. Toujours en collaboration avec la plateforme, il produit et joue le premier rôle du film de science-fiction Io. Puis, il apparaît dans le premier épisode de la saison 5 de la série Black Mirror. Il poursuit sur la plateforme, en décrochant le premier rôle de la série Outside The Wire. Un programme mêlant action et science-fiction dont il assure aussi la production. Puis, il partage la vedette du thriller d'action Point Blank aux côtés de Frank Grillo mais cette production est très mal reçue.
Il incarne également Hakim Jamal dans Seberg, un film policier biographique qui évoque l'histoire de l'actrice Jean Seberg et de ses liens avec Jamal et les Black Panthers. Et il forme un tandem avec Jamie Dornan pour le drame de science-fiction salué, Synchronic.
Durant cette période, l'acteur enchaîne les projets. Il tourne le thriller The Woman In The Window de Joe Wright pour la FOX, il joue pour George Nolfi dans The Banker et retrouve le personnage de Faucon pour la mini-série de la plateforme Disney+, Falcon et le Soldat de l'Hiver.

## Vie privée
Durant l'été 2011, Anthony Mackie ouvre un bar appelé NoBar à Brooklyn. Il prévoit d'en ouvrir un second, en 2013, à Williamsburg mais finit par fermer tous ses sites en 2015[réf. nécessaire].
Anthony Mackie a épousé sa petite amie de longue date, Sheletta Chapital, en décembre 2014. Ils ont quatre enfants. Ils ont depuis divorcé.

## Filmographie

### Cinéma

#### Courts métrages
- 2003 : Crossing de Riccardo Costa : Cass

#### Longs métrages

##### Années 2000
- 2002 : 8 Mile de Curtis Hanson : Clarence « Papa Doc »
- 2003 : Hollywood Homicide de Ron Shelton : Killer 'Joker'
- 2004 : Brother to Brother de Rodney Evans : Perry
- 2004 : Un crime dans la tête de Jonathan Demme : Soldat Robert Baker
- 2004 : She Hate Me de Spike Lee : John Henry "Jack" Armstrong
- 2004 : Haven de Frank E. Flowers : Hammer
- 2004 : Million Dollar Baby de Clint Eastwood : Shawrelle Berry
- 2005 : Le Boss de Les Mayfield : Booty
- 2006 : Half Nelson de Ryan Fleck : Frank
- 2006 : La Couleur du crime (Freedomland) de Joe Roth : Billy Williams
- 2006 : Heavens Fall (en) de Terry Green : William Lee
- 2006 : Crossover de Preston A. Whitmore II : Tech
- 2006 : We Are Marshall de McG : Nate Ruffin
- 2007 : Ascencion Day de Akosua Busia : Turner (vidéofilm)
- 2008 : American Violet (en) de Tim Disney : Eddie Porter (non crédité)
- 2008 : Démineurs de Kathryn Bigelow : Sergent JT Sanborn
- 2008 : L'Œil du mal de D. J. Caruso : Major William Bowman
- 2009 : Notorious BIG de George Tillman Jr. : Tupac Shakur
- 2009 : Fleur du désert de Sherry Hormann : Harold Jackson

##### Années 2010
- 2010 : Night Catches Us (en) de Tanya Hamilton (en) : Marcus Washington
- 2010 : Louis de Dan Pritzker : Buddy Bolden
- 2011 : L'Agence de George Nolfi : Harry Mitchell
- 2011 : Real Steel de Shawn Levy : Finn
- 2011 : 10 ans déjà ! de Jamie Linden : Anthony Irine
- 2011 : Sex List de Mark Mylod : Tom Piper
- 2012 : Dos au mur d'Asger Leth : Mike Ackerman
- 2012 : Abraham Lincoln : Chasseur de vampires de Timur Bekmambetov : William Seward
- 2013 : Gangster Squad de Ruben Fleischer : inspecteur Coleman Harris
- 2013 : Repentance de Philippe Caland : Tommy Carter
- 2013 : The Inevitable Defeat of Mister & Pete (en) de George Tillman Jr. : Kris
- 2013 : No Pain No Gain de Michael Bay : Adrian Doorbal
- 2013 : Le Cinquième Pouvoir de Bill Condon : Sam Coulson
- 2013 : Players de Brad Furman : agent Seevers
- 2014 : Captain America : Le Soldat de l'hiver d'Anthony et Joe Russo : Sam Wilson / Falcon
- 2014 : Black or White de Mike Binder : Jeremiah Jeffers
- 2014 : Shelter de Paul Bettany : Tahir
- 2014 : Comment séduire une amie de Justin Reardon : Bryan
- 2015 : Avengers : L'Ère d'Ultron de Joss Whedon : Sam Wilson / le Faucon
- 2015 : Ant-Man de Peyton Reed : Sam Wilson / le Faucon
- 2015 : Que le meilleur gagne de David Gordon Green : Ben
- 2015 : Noël chez les Cooper de Jessie Nelson : Percy Williams
- 2015 : The Night Before de Jonathan Levine : Chris Roberts
- 2016 : Triple 9 de John Hillcoat : Marcus Belmont
- 2016 : Captain America: Civil War d'Anthony et Joe Russo : Sam Wilson / le Faucon
- 2017 : Detroit de Kathryn Bigelow : Greene
- 2017 : Wetlands d'Emanuele Della Valle
- 2018 : Avengers: Infinity War d'Anthony et Joe Russo : Sam Wilson / le Faucon
- 2018 : The Hate U Give : La Haine qu'on donne de George Tillman Jr. : King
- 2019 : Io de Jonathan Helpert : Micah (également producteur exécutif)
- 2019 : Miss Bala de Catherine Hardwicke : Jimmy
- 2019 : Avengers: Endgame d'Anthony et Joe Russo : Sam Wilson / le Faucon
- 2019 : Point Blank de Joe Lynch : Paul
- 2019 : Seberg de Benedict Andrews (en) : Hakim Jamal
- 2019 : Synchronic de Justin Benson et Aaron Moorhead : Steve Denube

##### Années 2020
- 2020 : The Banker de George Nolfi : Bernard Garrett (également producteur)
- 2021 : Zone hostile (Outside the Wire) de Mikael Håfström : capitaine Leo (également producteur)
- 2021 : La Femme à la fenêtre (The Woman in the Window) de Joe Wright : Ed Fox
- 2023 : We Have a Ghost de Christopher Landon : Frank Presley
- 2023 : Ghosted de Dexter Fletcher : le petit-fils de Sam
- 2024 : Elevation de George Nolfi : Will (également producteur)
- 2025 : Captain America: Brave New World de Julius Onah : Sam Wilson / Captain America
- 2025 : The Electric State d'Anthony et Joe Russo : Herman (voix)

Prochainement
- The Blue Mauritius de Camille Delamarre : Peter (préproduction)
- Signal Hill de Taylor Hackford : Johnnie Cochran (également producteur) (préproduction)
- 2026 : Avengers: Doomsday d'Anthony et Joe Russo : Sam Wilson / Captain America

### Télévision

#### Séries télévisées
- 2002 : As If : Patron du bar (saison 1, épisode 7)
- 2003 : New York, section criminelle (Law and Order: Criminal Intent) : Carl Hines (saison 3, épisode 5)
- 2004 : Sucker Free City (en) de Spike Lee : K-Luv
- 2010 : 30 for 30 : Le narrateur (saison 1, épisode 29)
- 2016 : All the Way de Jay Roach : Martin Luther King, Jr.
- 2018 : Animals : Receipt (voix, 2 épisodes)
- 2019 : Black Mirror : Dany (saison 5, épisode 1)
- 2020 : Altered Carbon (série Netflix) : Takeshi Kovacs (rôle principal - saison 2, 8 épisodes)
- 2021 : Falcon et le Soldat de l'hiver : Sam Wilson / Falcon / Captain America (mini-série Disney+ ) - rôle principal)
- 2021 : Solos : Tom
- 2023 : Twisted Metal : John Doe

Séries d'animation
- 2024 : What If...? (saison 3) : Sam Wilson / Captain America

### Jeux vidéo
- 2018 : NBA 2K19 : NBA Scout (voix)

## Distinctions
Sauf indication contraire ou complémentaire, les informations mentionnées dans cette section proviennent de la base de données IMDb.

### Récompenses
- African-American Film Critics Association 2009 : Meilleur acteur dans un second rôle pour Démineurs
- Gotham Awards 2009 : Meilleure distribution dans un film pour Démineurs
- Washington DC Area Film Critics Association Awards 2009 : Meilleure distribution dans un film pour Démineurs
- Black Reel Awards 2010 : Meilleur acteur dans un second rôle pour Démineurs
- Black Reel Awards 2011 : Meilleur acteur pour Night Catches Us
- Festival international du film de Chicago 2011 : Artistic Achievement Award
- African-American Film Critics Association 2017 : meilleure distribution pour Detroit

### Nominations
- Awards Circuit Community Awards 2004 : Meilleure distribution dans un film pour Million Dollar Baby
- Gotham Awards 2004 : Révélation masculine de l'année pour Brother to Brother
- Black Reel Awards 2005 : Révélation de l'année pour She Hate Me
- Film Independent's Spirit Awards 2005 : Meilleure interprétation par un débutant pour Brother to Brother
- Awards Circuit Community Awards 2009 :
  - Meilleure distribution dans un film pour Démineurs
  - Meilleur acteur dans un second rôle pour Démineurs
- Black Reel Awards 2009 : Meilleur acteur de télévision pour Sucker Free City
- Film Independent's Spirit Awards 2009 : Meilleur acteur dans un second rôle pour Démineurs
- Golden Schmoes Awards 2009 : Meilleur acteur dans un second rôle de l'année pour Démineurs
- Village Voice Film Poll 2009 : Meilleur acteur dans un second rôle pour Démineurs
- Washington DC Area Film Critics Association Awards 2009 : Meilleur acteur dans un second rôle pour Démineurs
- Chlotrudis Awards 2010 : meilleur acteur dans un second rôle pour Démineurs
- Denver Film Critics Society 2010 : Meilleure distribution dans un film pour Démineurs
- Gold Derby Awards 2010 :
  - Meilleure distribution dans un film pour Démineurs
  - Meilleur acteur dans un second rôle pour Démineurs
- International Cinephile Society Awards 2010 : Meilleur acteur dans un second rôle pour Démineurs
- International Online Cinema Awards 2010 : Meilleur acteur dans un second rôle pour Démineurs
- NAACP Image Awards 2010 : Meilleur acteur dans un second rôle pour Démineurs
- Online Film Critics Society Awards 2010 : Meilleur acteur dans un second rôle pour Démineurs
- Screen Actors Guild Awards 2010 : meilleure distribution pour Démineurs
- Chlotrudis Awards 2011 : meilleur acteur pour L'Agence
- NAACP Image Awards 2011 : Meilleur acteur pour Night Catches Us
- Black Reel Awards 2012 : Meilleur acteur dans un second rôle pour L'Agence
- NAACP Image Awards 2012 : Meilleur acteur dans un second rôle pour L'Agence
- Teen Choice Awards 2014 :
  - Meilleure alchimie à l'écran pour Captain America : Le Soldat de l'hiver partagée avec Chris Evans
  - Meilleur voleur de vedette dans un film pour Captain America : Le Soldat de l'hiver
- Saturn Awards 2015 : Meilleur acteur dans un second rôle pour Captain America : Le Soldat de l'hiver
- Teen Choice Awards 2016 : Meilleure alchimie à l'écran pour Captain America : Civil War, nomination partagée avec Chris Evans, Sebastian Stan, Elizabeth Olsen et Jeremy Renner
- Kids' Choice Awards 2017 : Meilleure distribution pour Captain America: Civil War
- North Carolina Film Critics Association 2017 : Tar Heel Awards

## Voix françaises
En France, Jean-Baptiste Anoumon est la voix française régulière d'Anthony Mackie depuis le film No Pain No Gain. Il le double notamment dans les films du MCU, Triple 9, Detroit, The Hate U Give : La Haine qu'on donne, Point Blank, etc.. Lucien Jean-Baptiste l'a doublé à plusieurs reprises dans Million Dollar Baby, La Couleur du crime, Real Steel, Dos au mur, Players.
Au Québec, Benoît Éthier et Michel M. Lapointe sont les voix québécoises régulières en alternance de l'acteur.
Versions françaises
- Jean-Baptiste Anoumon[19] dans No Pain No Gain, les films MCU, Triple 9, Detroit, The Hate U Give, etc.
- Lucien Jean-Baptiste dans Million Dollar Baby, La Couleur du crime, Real Steel, Dos au mur, Players